# Longevelle

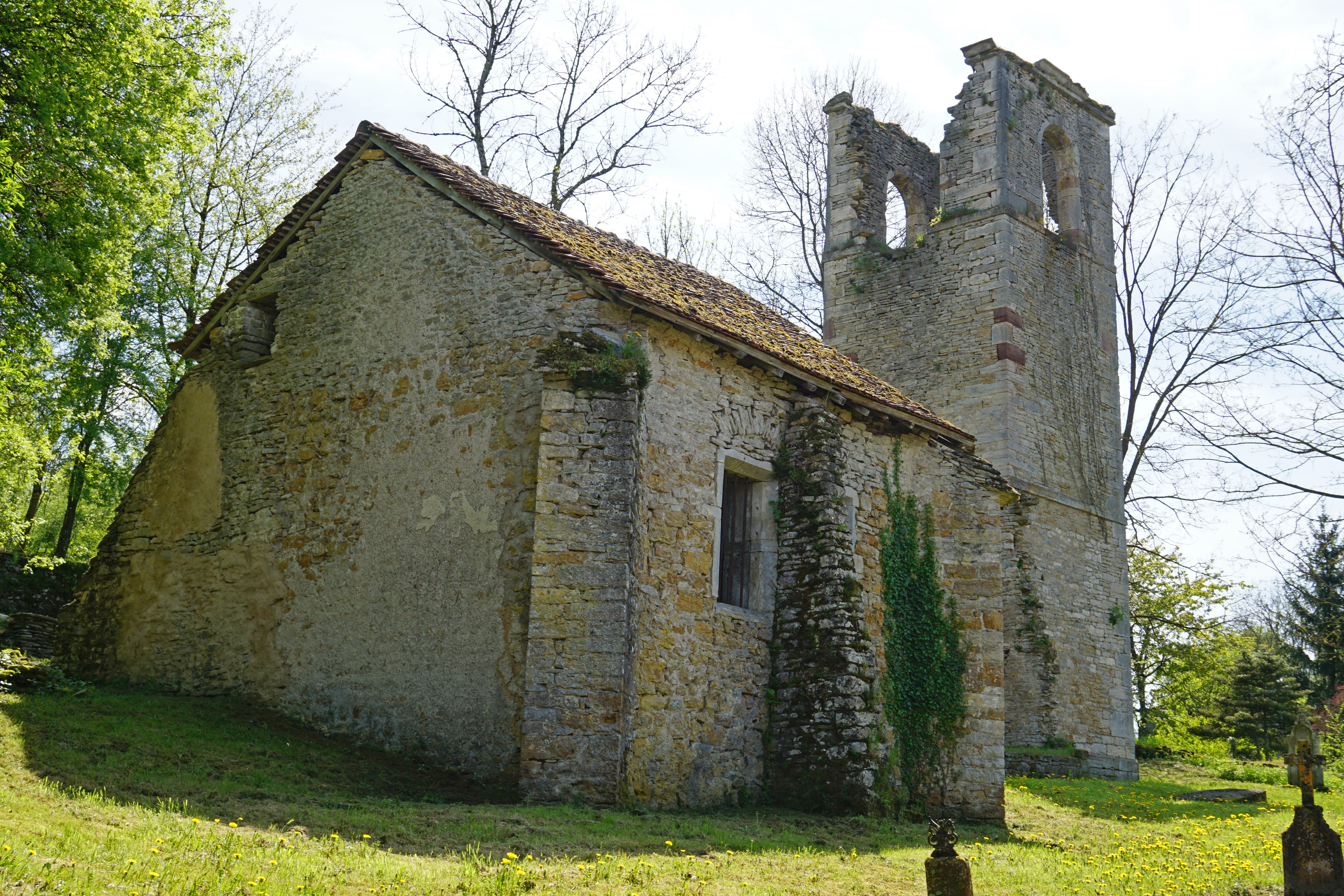

Longevelle is een gemeente in het Franse departement Haute-Saône (regio Bourgogne-Franche-Comté) en telt 118 inwoners (2011). De plaats maakt deel uit van het arrondissement Lure.

## Geografie
De oppervlakte van Longevelle bedraagt 4,1 km², de bevolkingsdichtheid is dus 28,8 inwoners per km².
De onderstaande kaart toont de ligging van Longevelle met de belangrijkste infrastructuur en aangrenzende gemeenten.

## Demografie
Onderstaande figuur toont het verloop van het inwonertal (bron: INSEE-tellingen).

1. ↑  Populations de référence 2022.